# Menhire von Keranscot

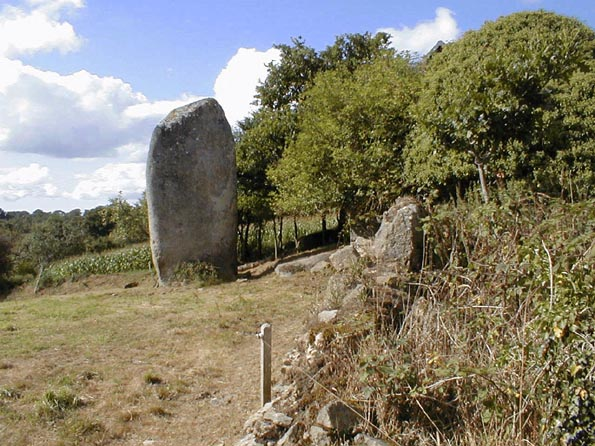
Menhir Men Bras von Trégrom

Die beiden Menhire von Keranscot, Men Bras (Großer Stein) und Rochell Bras (Großer Felsblock) genannt, stehen beim Weiler Keranscot in Trégrom, etwa 15 km südöstlich von Lannion im Département Côtes-d’Armor in der Bretagne in Frankreich.
Die massigen Menhire aus dem Neolithikum dominieren das Tal des Léguer. Sie sind 6,2 bzw. 3,5 Meter hoch.
In der Nähe stehen die Menhire von Pergat.